# Fedor Radmann
Fedor Radmann (* 5. September 1944 in Berchtesgaden) ist ein deutscher Sportfunktionär.

## Leben
Radmanns Vater war bei den Festspielen in Bayreuth Chef der Gastronomie, wo Fedor dereinst streikende Mitarbeiter kurzfristig durch Studenten ersetzte.
Radmanns Karriere als Sportfunktionär begann 1969, als er von Willi Daume als Leiter des Referats Touristik, Unterbringung und Information in das Organisationskomitee der Olympischen Spiele von München geholt wurde. Nach den Spielen war er sechs Jahre lang Kurdirektor des Fremdenverkehrsverbandes für das Berchtesgadener Land – heute Zweckverband Bergerlebnis Berchtesgaden. Ab
1979 arbeitete er für zehn  Jahre bei Adidas in der mit Zuständigkeit für Promotion and International Relations. Zeitgleich war er bei der International Sport and Leisure-Gruppe im Bereich Sportvermarktung tätig.
Von 1989 bis 1990 war er Geschäftsführer beim Sportrechtevermarkter CWL Marketing in der Schweiz, wo auch Günter Netzer wirkte, und von 1990 bis 2001 als geschäftsführender Gesellschafter in der kurz zuvor von ihm und dem CWL-Gründer César W. Lüthi gegründeten S&K Marketingberatung in München.
1993 organisierte er die Eishockey-Weltmeisterschaft in München und Dortmund. Im Januar 2001 wurde er auf Vorschlag von Horst R. Schmidt Vizepräsident des von Franz Beckenbauer geleiteten Organisationskomitees der Fußball-Weltmeisterschaft 2006. Nach Kritik wegen eines möglichen Interessenkonflikts löste Radmann 2003 seinen Beratervertrag mit der Kirch-Gruppe auf und ließ den mit Adidas ruhen. Im Juni 2003 trat er dann von seinem Posten als Vizepräsident des Organisationskomitees zurück und wurde Berater des Präsidiums für Kunst und Kultur sowie Marketing und Tourismus.
Vom März 2006 bis Januar 2007, als er sich überraschend aus gesundheitlichen Gründen zurückzog, war Radmann, der dereinst in Salzburg zur Schule ging, als Nachfolger des zurückgetretenen Toni Schutti, der auf seinen bisherigen Posten als  Geschäftsführer der österreichischen Sporthilfe zurückkehrte, Geschäftsführer der Bewerbung der Stadt Salzburg für die Olympischen Winterspiele 2014 und arbeitete anschließend für die Bewerbung Australiens für die Fußball-Weltmeisterschaft 2022.
Radmann lebt mit Hauptwohnsitz in der Teufen bei Sankt Gallen. Infolge der Korruptionsvorwürfe um die Vergabe der WM 2006 hat die schweizerische Bundesanwaltschaft am 6. November 2015 ein Strafverfahren gegen Radmann wegen des Verdachts auf Betrug, ungetreue Geschäftsbesorgung, Geldwäscherei und Veruntreuung eingeleitet. Ein weiteres Strafverfahren wurde wegen des Verdachts auf Urkundenfälschung und Geldwäscherei gegen ihn eingeleitet, weil die FIFA zwischen 2008 und 2011 5,4 Millionen Schweizer Franken, die als Löhne und Zulagen von Franz Beckenbauer deklariert waren, auf ein Konto von Radmann überwiesen hatte, wovon Radmann die Hälfte auf ein Konto von Beckenbauer weiterleitete. Radmann soll hierbei seiner Bank verschwiegen haben, dass Beckenbauer der wahre Berechtigte des Geldes war.
Im Rahmen der Vergabe der Fußball-WM 2018 an Russland wird Radmann vorgeworfen, die Stimme Franz Beckenbauers für die Vergabe für eine Summe von drei Millionen Euro und weiteren 1,5 Millionen Euro im Erfolgsfall zum Kauf angeboten zu haben.